# Pedro Pablo Ramírez
Pedro Pablo Ramírez (La Paz, 30 de janeiro de  1884 — Buenos Aires, 11 de junho de 1962) foi um militar argentino, que ocupou a presidência da Argentina entre 1943 e 1944. Formou a chamada Revolução de 43.
Seu governo é marcado pelo autoritarismo, perseguindo os sindicatos comunistas e socialistas. Durante sua gestão é criada a Polícia Federal Argentina. Em dezembro de 1943 nomeia o coronel Juan Domingo Perón como titular da Secretaria do Trabalho. Perón implanta importantes medidas sociais que beneficiam trabalhadores e camponeses.
Ramírez é pressionado pelos Estados Unidos para que a Argentina se junte a outros países do continente, declarando guerra à Alemanha. Em janeiro de 1944, a Argentina rompe com o Eixo e isto desagrada aos setores nacionalistas. Os chefes e oficiais do Exército retiram o apoio ao governo e Ramírez é deposto. Em 25 de fevereiro de 1944, assume a presidência o vice-presidente, general Edelmiro Farrell.